# Doropygus bayeri
Doropygus bayeri är en kräftdjursart som beskrevs av Rolf Dieter Illg 1958. Doropygus bayeri ingår i släktet Doropygus och familjen Notodelphyidae. Inga underarter finns listade i Catalogue of Life.